# Parabola del fattore infedele
La Parabola del fattore infedele, conosciuta anche come la Parabola dell’amministratore disonesto, è una parabola di Gesù riportata solamente nel Vangelo secondo Luca, 16,1-8.

## Interpretazione
La parabola genera diversi interrogativi, per la presentazione di un uomo disonesto come modello da cui imparare. Alcuni commentatori si rifanno alle usanze ebraiche dell’epoca, secondo cui gli amministratori dei proprietari terrieri non venivano stipendiati ma ricavavano il loro guadagno dall'amministrazione delle terre, tolto il profitto pattuito per il proprietario: l'amministratore avrebbe diminuito le quote dovute dai contadini rinunciando alla propria parte di guadagno. Ciò non è però ritenuto convincente da altri commentatori, secondo cui l’amministratore si sarebbe invece comportato da usuraio verso i contadini, gonfiando oltre misura il dovuto; diminuendo le quote, avrebbe richiesto ciò che era giusto, assicurando il giusto profitto a sé e al proprietario.
L’aspetto principale da considerare nella parabola non è però l’onestà o disonestà dell’amministratore ma la sua furbizia, per cui dovrebbe essere intitolata "parabola del fattore astuto". In realtà si vuole lodare la furbizia dell’amministratore, che si trova all'improvviso in una situazione difficile e invece di aspettare passivamente gli eventi si mette a cercare una soluzione, mettendola in atto con prontezza e decisione. Allo stesso modo i cristiani dovrebbero agire con decisione facendo ciò che è necessario per entrare nel Regno dei cieli. Gesù inoltre invita a usare correttamente la ricchezza, che viene definita disonesta perché spesso è frutto di disonestà o può diventare fonte di ingiustizia. I beni di questo mondo di cui disponiamo ci appartengono temporaneamente: nei loro confronti dobbiamo considerarci non come padroni ma come amministratori, usandoli per fare del bene. Gli amici da conquistarci con la ricchezza di questo mondo rappresentano i poveri e i bisognosi.